# ديان كورنر
ديان كورنر (بالإنجليزية: Diane Corner؛ بالفرنسية: Diane Corner) هي دبلوماسية كونغولية وبريطانية، ولدت في 29 سبتمبر 1959.

## حياتها
عملت ديان كورنر سفيرةً للمملكة المتحدة لدى جمهورية الكونغو الديمقراطية بين عامي 2013 و2015.
في عام 2021، عُينت قنصًلا عامًا في القدس حيث تُعد أول امرأة تشغل المنصب. وفي 14 يوليو 2021، سلمت أوراق اعتمادها إلى وزير الخارجية والمغتربين الفلسطيني رياض المالكي. وفي نوفمبر 2024 انتهت مهامها.